# RIM-2 Terrier

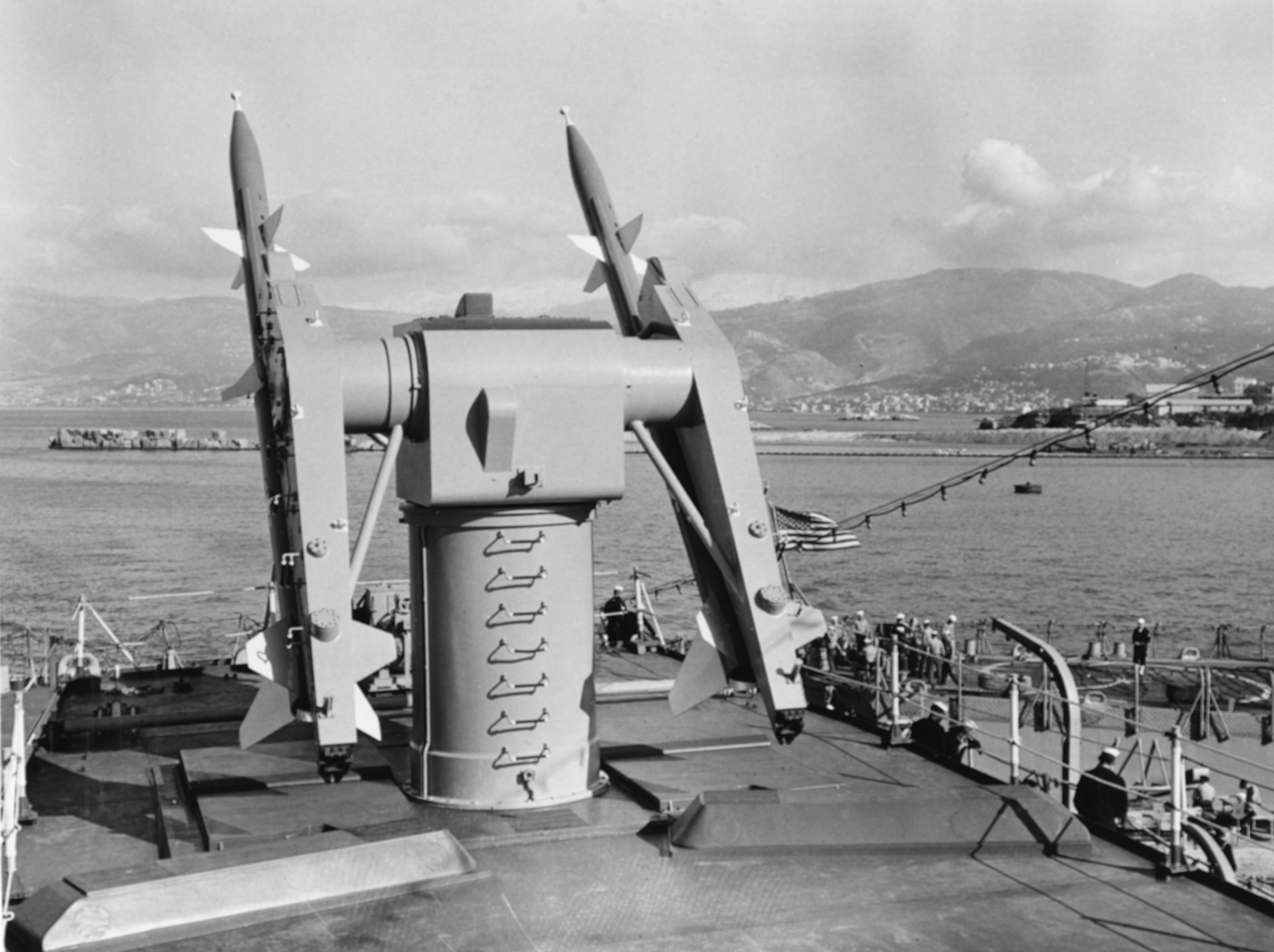
Terrier a bordo do USS Boston

O Convair RIM-2 Terrier foi um míssil superfície-ar  (SAM) de médio alcance com dois estágio. Estava dentre os primeiros mísseis superfície-ar a equipar a Marinha dos Estados Unidos em seus navios. Ele passou por melhorias significativas durante o seu serviço, começando com um alcance de 19 km e velocidade Mach 1.8, terminando com um alcance de 74 km e velocidades tão altas quanto Mach 3. Ele foi substituído em serviço pelo  RIM-67 Standard ER (SM-1ER).
O Terrier também foi usado como foguete de sondagem.

## História
O Terrier foi um desenvolvimento da Operação Bumblebee, um esforço da Marinha dos EUA para desenvolver mísseis superfície-ar para prover uma camada de defesa intermediária contra ataques aéreos. Ele foi testado do USS Mississippi em 28 de janeiro de 1953 e foi implantado operacionalmente na Classe Boston de cruzadores, nos navios Boston e Canberra, com o Canberra sendo o primeiro a atingir status operacional em 15 de junho de 1956. Sua designação na Marinha dos EUA foi SAM-N-7 até que foi re-designado RIM-2.
originalmente, o Terrier tinha um empuxo de lançamento de 23 kN e pesava 1 392 kg. Suas dimensões originais eram diâmetro de 34 cm, comprimento de 8,08 m e tinha uma envergadura nos estabilizadores de 1,59 m. O custo por míssil em 1957 era estimado em US$ 60.000 (valores da época, sem ajuste da inflação para valores atuais).
Antes de entrar em serviço difundido, foram feitas melhorias. O RIM-2C, nomeado como Terrier BT-3 (Beam-riding, Tail control, series 3) foi introduzido em 1958. O RIM-2D Terrier BT-3A(N) entrou em serviço em 1962 com uma ogiva nuclear W30 com poder de 1 kt (quiloton), mas todos os outros variantes usavam uma ogiva de fragmentação controlado com massa de 99 kg.
O míssil Masurca usado pela Marinha da França foi desenvolvido com algumas tecnologias do Terrier.
O Terrier foi substituído pelo míssil RIM-67 Standart de maior alcance, ele oferecia o alcance do RIM-8 Talos (que era um míssil muito maior) em um míssil do tamanho do Terrier.

### Serviço em combate
Em 19 de abril de 1972, um míssil terrier disparado pelo USS Sterett abateu um  MiG-17F da Força Aérea Norte Vietnamita na Batalha de Dong Hoi.

## Versões do Terrier
- RIM-21
- RIM-2B
- RIM-2C
- RIM-2D
- RIM-2E
- RIM-2F

## Operadores
Marinha Militar Italiana
- Cruzador Giuseppe Garibaldi
- Classe Andrea Doria
- Cruzador Vittorio Veneto

 Marinha Real Neerlandesa
- HNLMS De Zeven Provinciën

 Marinha dos Estados Unidos

## Galeria

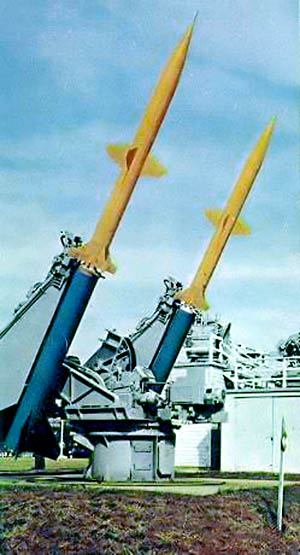
Modelo inicial do Terrier
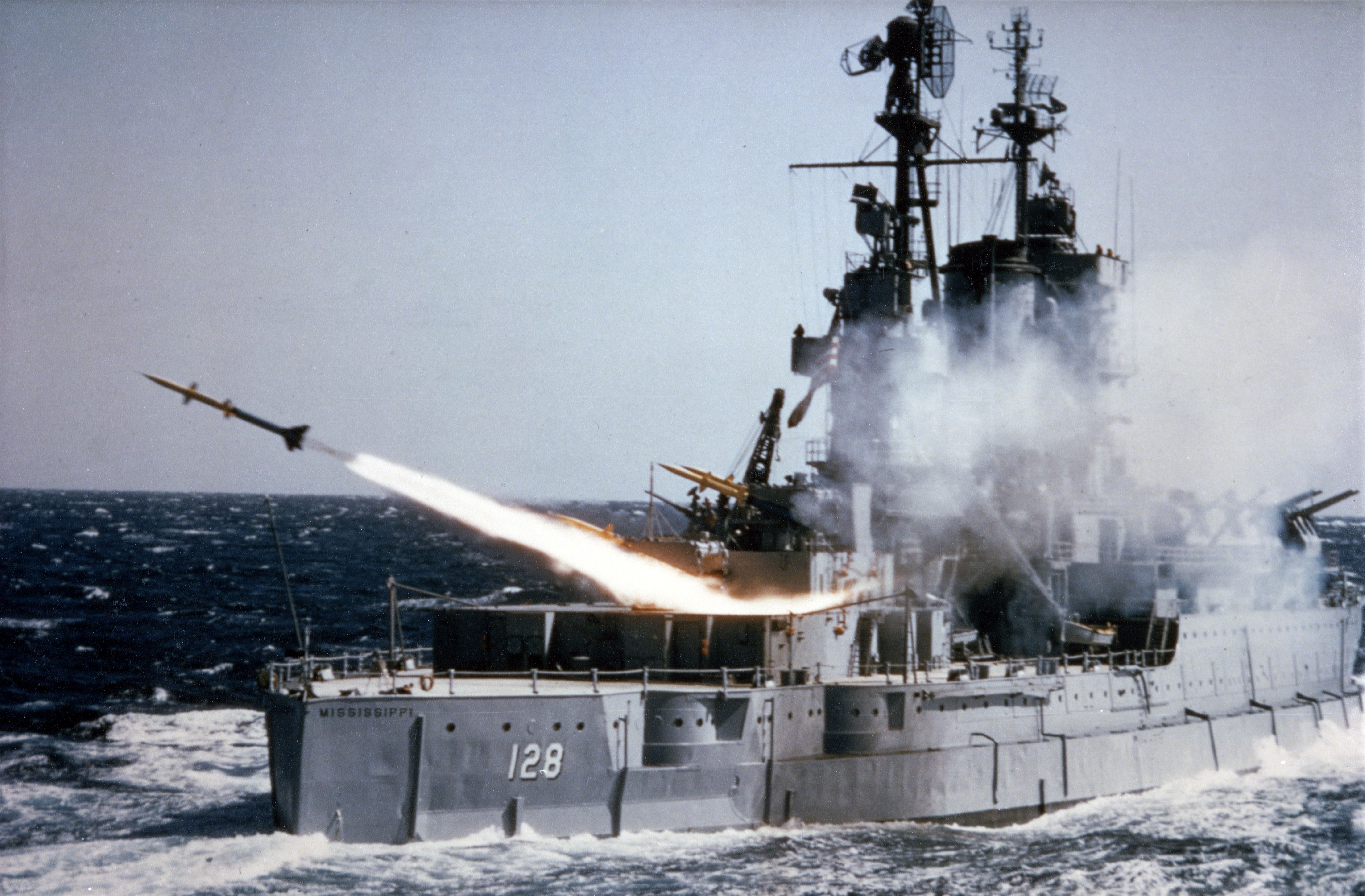
Modelo inicial sendo lançado em teste do USS Mississippi
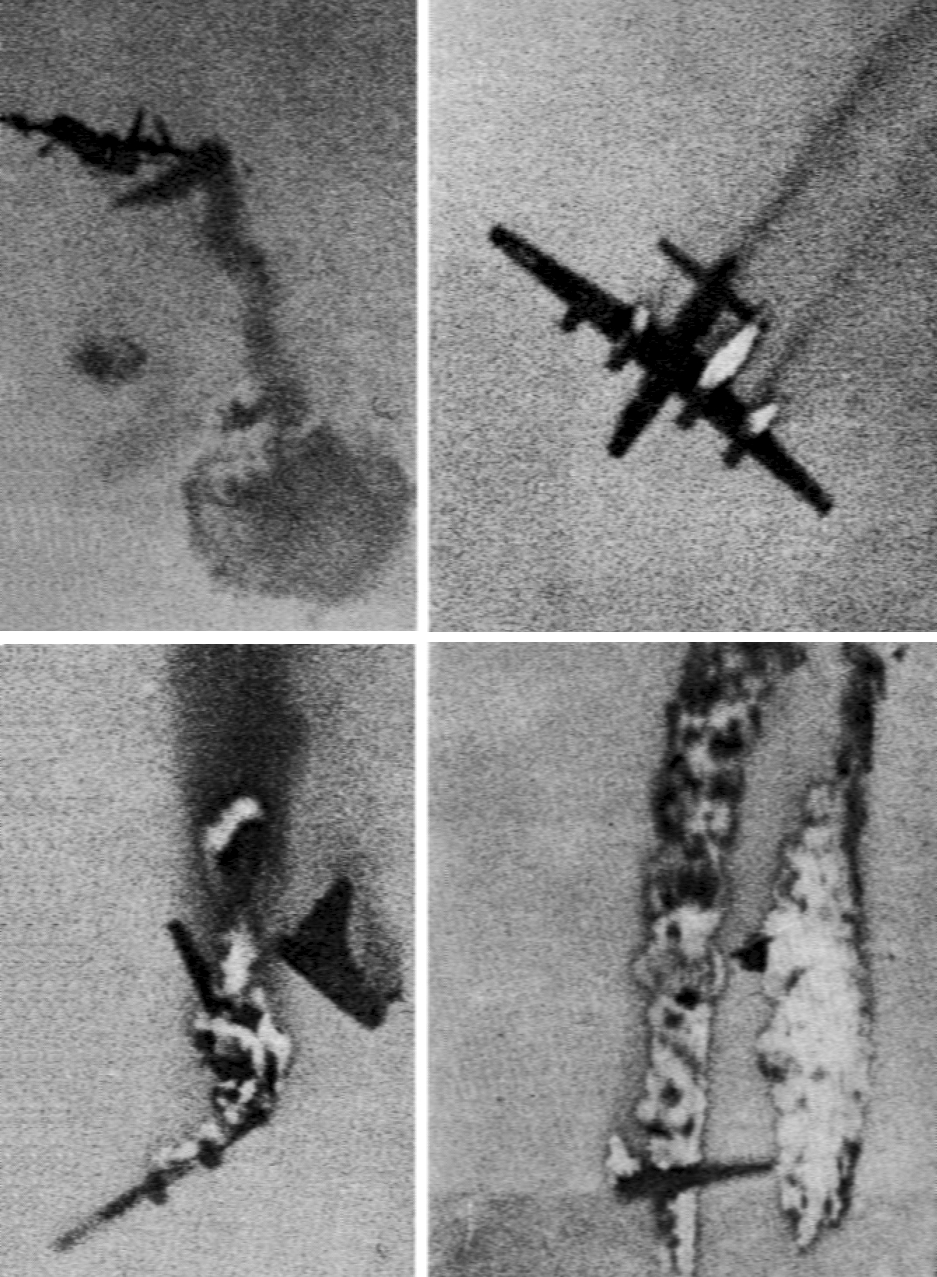
Um drone P4Y-2K sendo abatido por um Terrier, 1956.
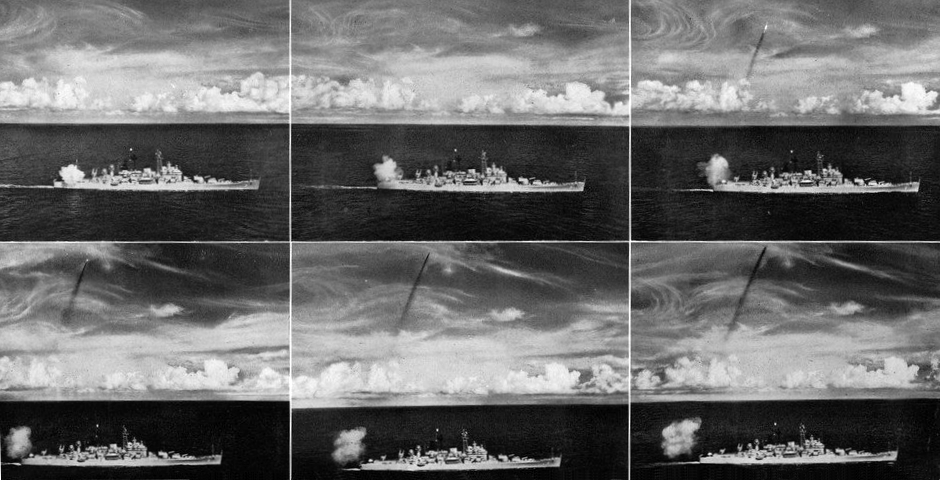
USS Canberra lançando um Terrier, 1960.
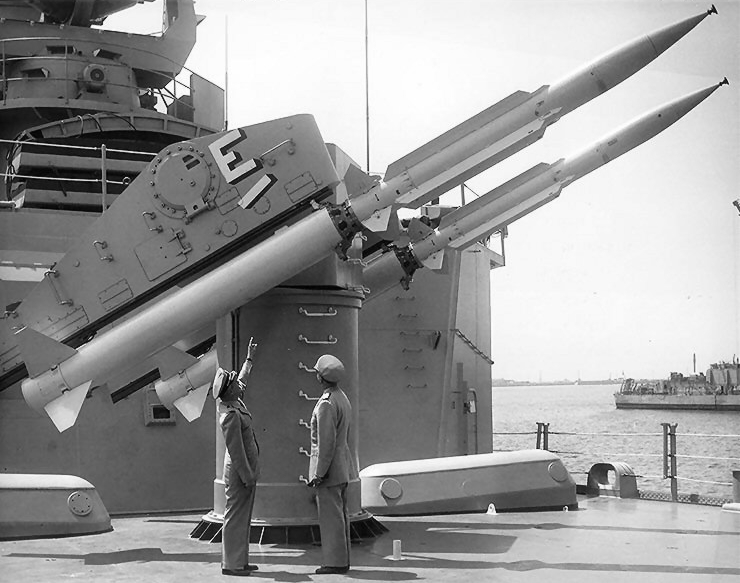
RIM-2 a bordo do USS Providence, 1962.
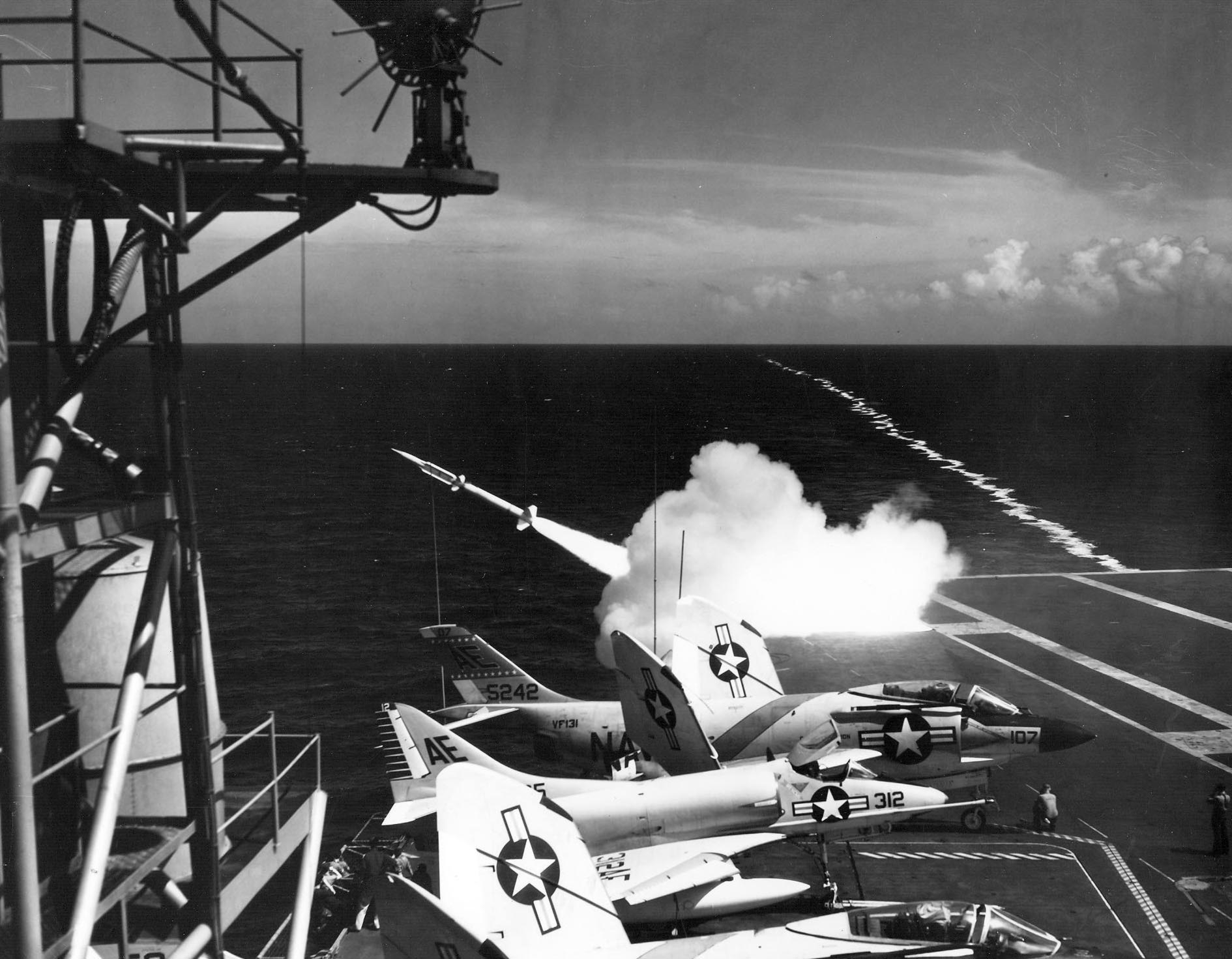
RIM-2 lançado do USS Constellation, 1962.
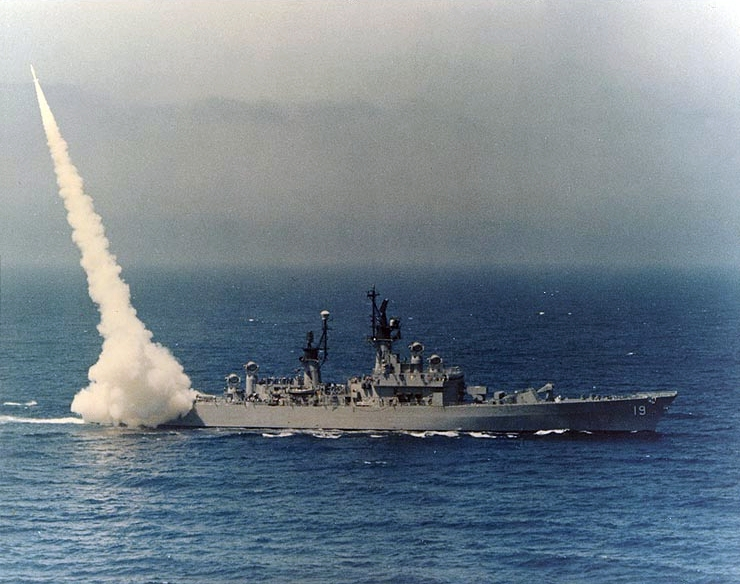
Terrier lançado do USS Dale, 1964.